# Villa Imperiale (Genova)
Villa Imperiale è una delle più antiche e prestigiose ville con parco genovesi rinascimentali.
Situata nel quartiere di San Fruttuoso, nella parte a levante del centro storico, è di proprietà del Comune ed è adibita, assieme al parco circostante, a struttura pubblica e giardino.

## Storia

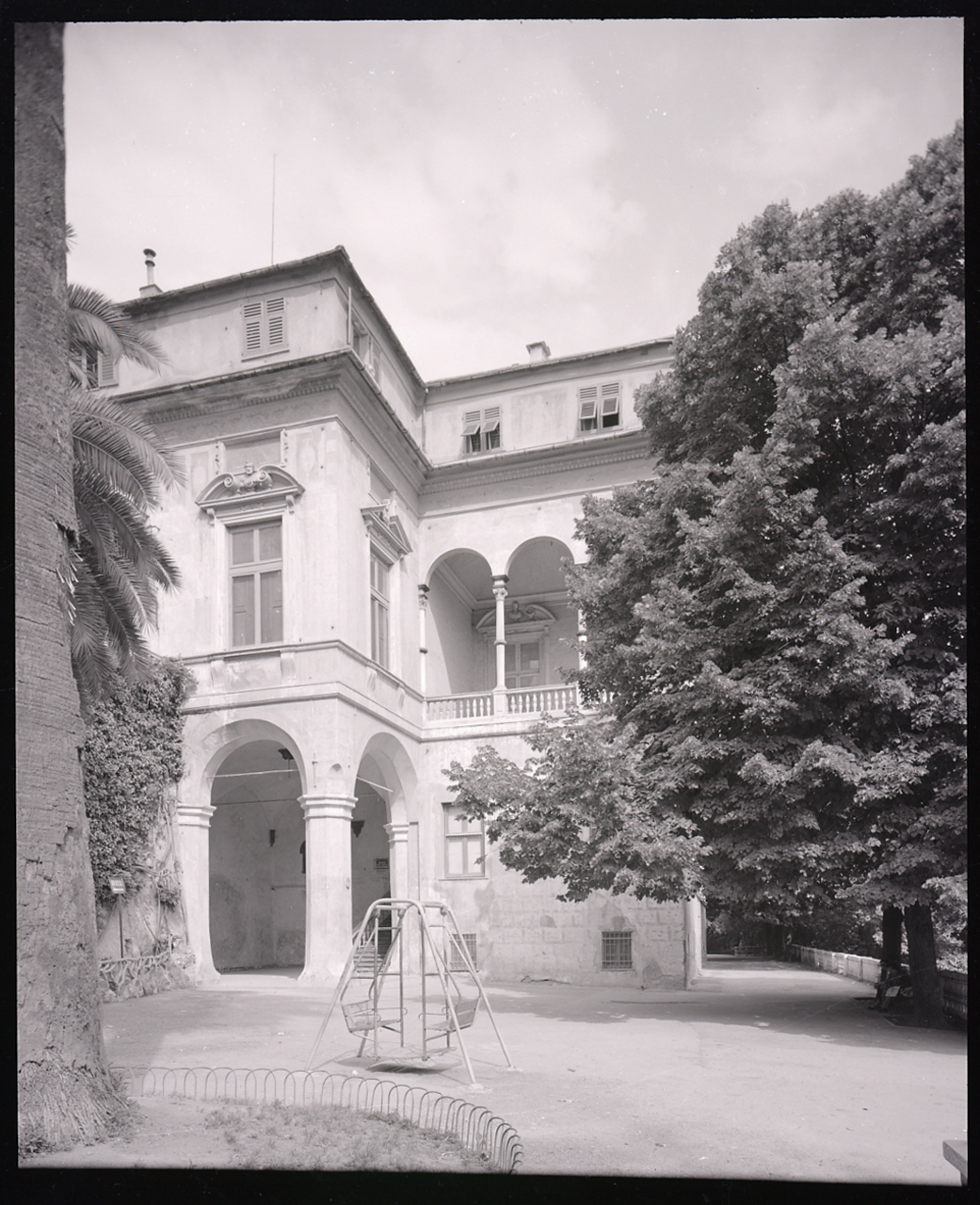
La villa. Foto di Paolo Monti, 1963

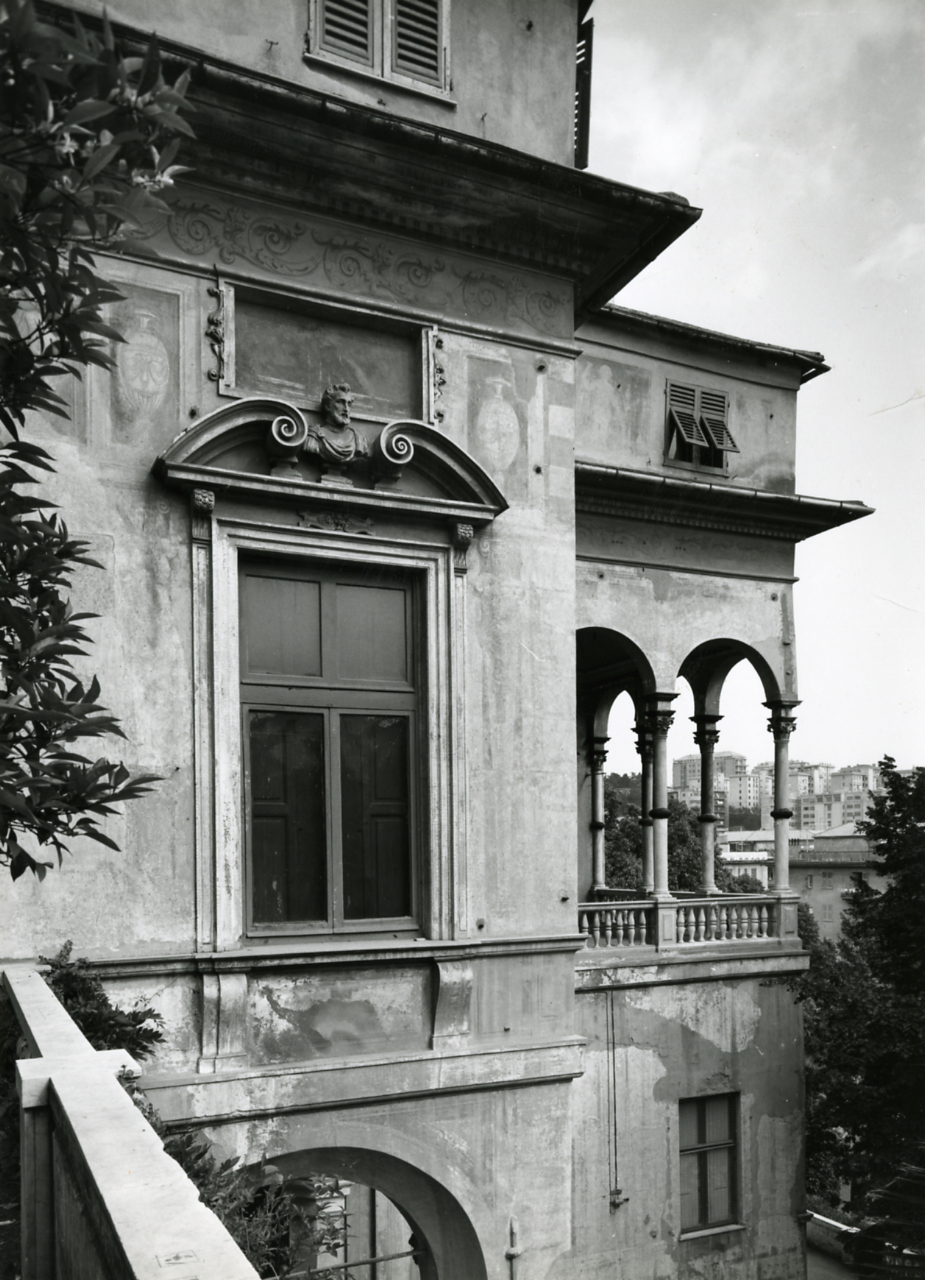
Foto di Paolo Monti, 1963

Prima che si imponesse a Genova lo stile dell'architetto Galeazzo Alessi, che avrebbe improntato gran parte delle ville di Albaro, per lungo tempo Villa Imperiale fu un modello ineguagliato di dimora, costituita da un volume longitudinale completato da eleganti logge d'angolo.
A far edificare la magione, nei primi anni del Cinquecento, fu Lorenzo Cattaneo, appartenente ad un'importante famiglia imparentata con la nobiltà fiorentina, il quale intendeva — secondo gli usi in voga nel Rinascimento — costituire una propria residenza che fosse in linea con le necessità di rappresentanza della famiglia. Fu sede, al tempo della Repubblica di Genova, di ricevimenti e banchetti per imperatori, sovrani e nobili qui accolti dal doge prima dell'ingresso ufficiale in città.
Il palazzo fu inaugurato, di fatto, nel 1502, da re Luigi XII di Francia, giunto in visita a Genova. Si racconta che la carrozza del sovrano, accompagnata da un lungo corteo con la nobiltà locale, sfilasse con magnificenza — e salutata dalla folla festante — sotto la volta dell'atrio portificato del palazzo, decorato con peducci scolpiti in pietra nera (che da allora recano lo stemma con il giglio di Francia) e arricchito nell'impiantito e nei finimenti da pesanti lastre di ardesia.
Nel XVII secolo il palazzo passò in proprietà alla famiglia Salvago e poi alla famiglia Imperiale — di cui l'edificio conserva ancora il nome — che la tenne fino agli anni venti del Novecento. Fu infine acquisita dal Comune.
Villa Imperiale ha, sia pure di riflesso, un importante significato storico per i genovesi. Lungo le mura che la circondano dal lato di ponente sale una stretta crêuza che conduce alla vicina Villa Migone, al tempo residenza del cardinale Pietro Boetto, in cui la sera del 24 aprile 1945 il generale Günter Meinhold, comandante in capo delle truppe tedesche di stanza a Genova, firmò l'atto di resa nelle mani dello stesso Boetto e del comandante partigiano Remo Scappini, che pose fine alla seconda guerra mondiale nel capoluogo ligure.
Nel 2007 il presidente della Repubblica Giorgio Napolitano ha reso omaggio a Genova, medaglia d'oro per la resistenza partigiana, visitando in occasione del 25 aprile Villa Migone.
La zona è stata fino agli anni ottanta fortemente industrializzata e poi convertita al settore terziario. Negli anni novanta la struttura aveva subito un pesante degrado, con un cedimento strutturale del tetto del palazzo che comportò la chiusura e il trasferimento delle due biblioteche. Il palazzo è stato in seguito completamente ristrutturato, restaurato e restituito all'antico splendore.
Ospita un centro sociale per anziani, è la sede della biblioteca comunale "Lercari" e, in passato, della Biblioteca Internazionale per ragazzi "Edmondo De Amicis" (trasferita ai Magazzini del Cotone nel Porto Antico); vi ha sede anche una scuola materna intitolata a Gianni Rodari. D'estate vi si tengono rappresentazioni teatrali nell'ambito del Festival "Ridere d'agosto, ma anche prima" organizzato dal Teatro Garage di Genova.
A Genova esiste un'altra villa, quasi omonima e anch'essa del XVI secolo — Villa Imperiale Casanova, poi sede del Centro di ricerche siderurgiche — situata in Valpolcevera, in corso Perrone, alla periferia nord-occidentale di Campi.

## Descrizione

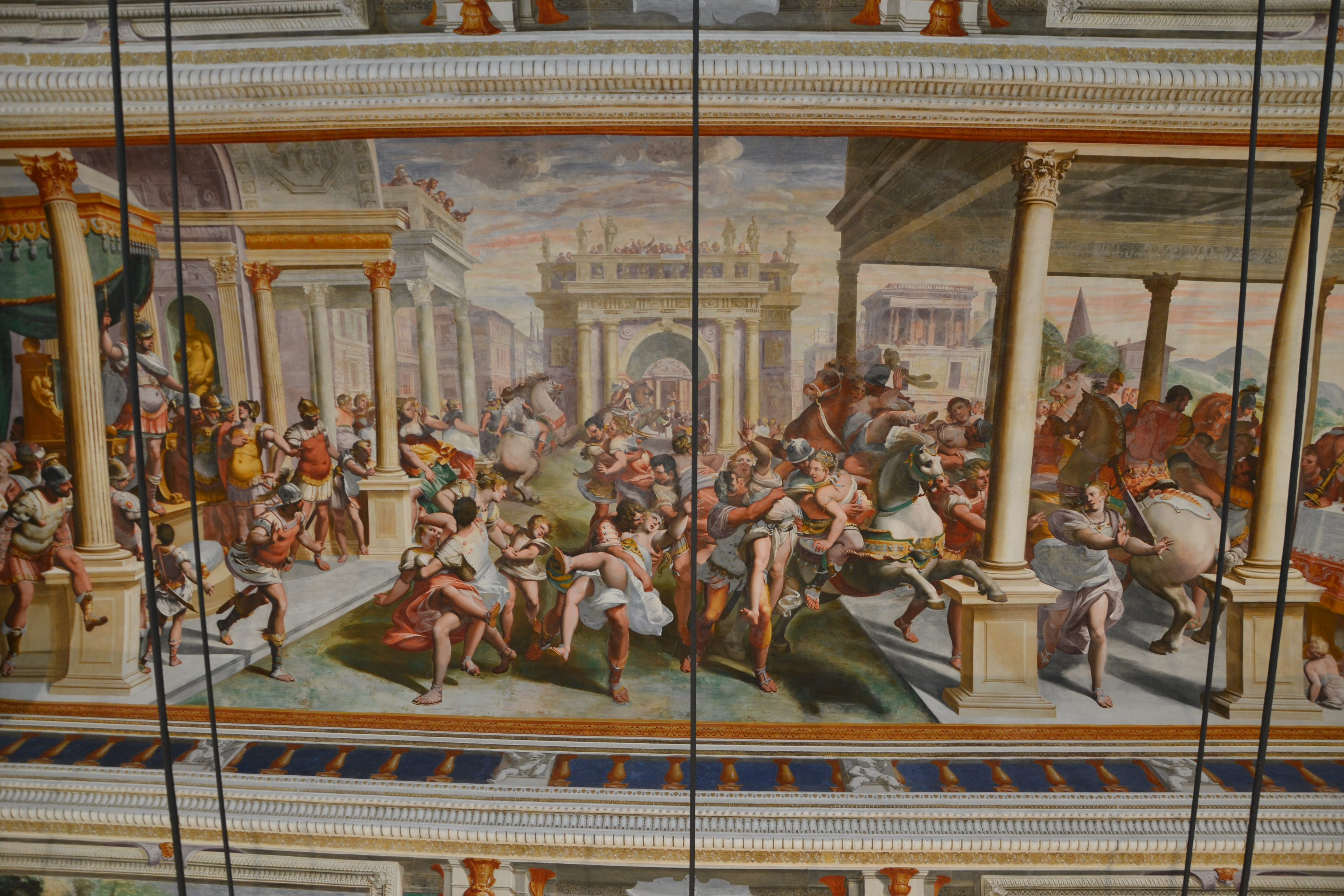
Luca Cambiaso, Ratto delle Sabine

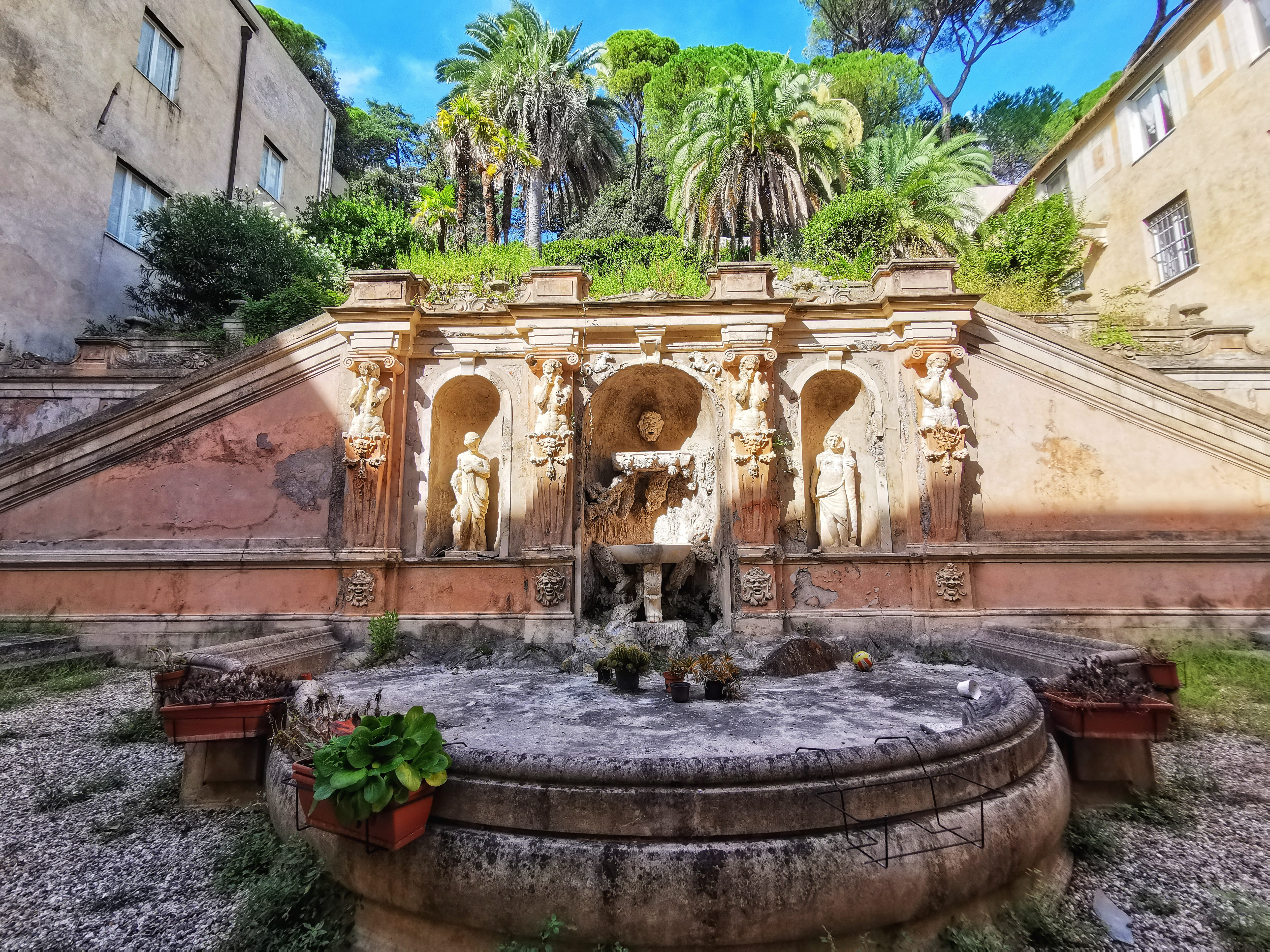
Un tratto degli esterni

Le decorazioni esterne originali tendono a conferire alla struttura un carattere ben definito che bene si sposa con gli interni finemente decorati e affrescati con maestria dal pittore Luca Cambiaso che nel salone principale rappresentò con estremo vigore visionario la Storia delle Sabine. L'affresco che copre completamente la grande volta fu dipinto attorno al 1565 quando Cambiaso era all'apice della sua carriera, considerato il più celebre decoratore delle residenze genovesi. Il tema è tratto dalla Storia di Roma, narrata da Tito Livio. L'episodio scelto per il riquadro centrale è il Ratto delle Sabine: Romolo, dal suo trono, raffigurato a sinistra, si leva in piedi per dare il segnale convenuto che dà luogo allo scatenarsi dei romani sulle figlie dei sabini.
La storia è completata da altri sei riquadri che narrano il seguito della storia: L'incontro di Tarpea con Tito Tazio, durante il quale la vergine vestale, figlia del comandante della cittadella romana, fu corrotta con l'oro dal re sabino. Segue L'uccisione di Tarpea, che tradisce i romani permettendo ai sabini di assaltare la cittadella. Quindi le donne sabine, frapponendosi fra i padri e i mariti, ossia sabini e romani, pongono fine alla guerra e favoriscono l'alleanza fra i due popoli. Completano la storia la Salita al cielo di Romolo e l'Incoronazione di Numa Pompilio, secondo re di Roma, di origine sabina. Negli angoli, completano la decorazione Allegorie delle Arti e delle Scienze, rappresentate con illusionismo prospettico, alternate con cariatidi dipinte. A differenza delle precedenti realizzazioni del Cambiaso, qui nessuna parte è realizzata a stucco, mentre anche le cornici e le finte architetture sono dipinte. L'opera ebbe da subito una notevole fama, e fu definita dal Mengs "quanto di più raffaellesco esiste in Genova".
Il giardino della villa è disposto a più livelli su geometriche terrazze situate a mezza costa rispetto al rilievo su cui il parco si sviluppa. Fu completato a metà del Cinquecento con un ninfeo e arricchito da rampe con balaustre e lunghi corridoi con pergolato. La successiva sistemazione con prato all'inglese e boschi di leccio, cedro e cipresso è più recente e risale al XIX secolo.

La villa nelle foto di Paolo Monti, 1963
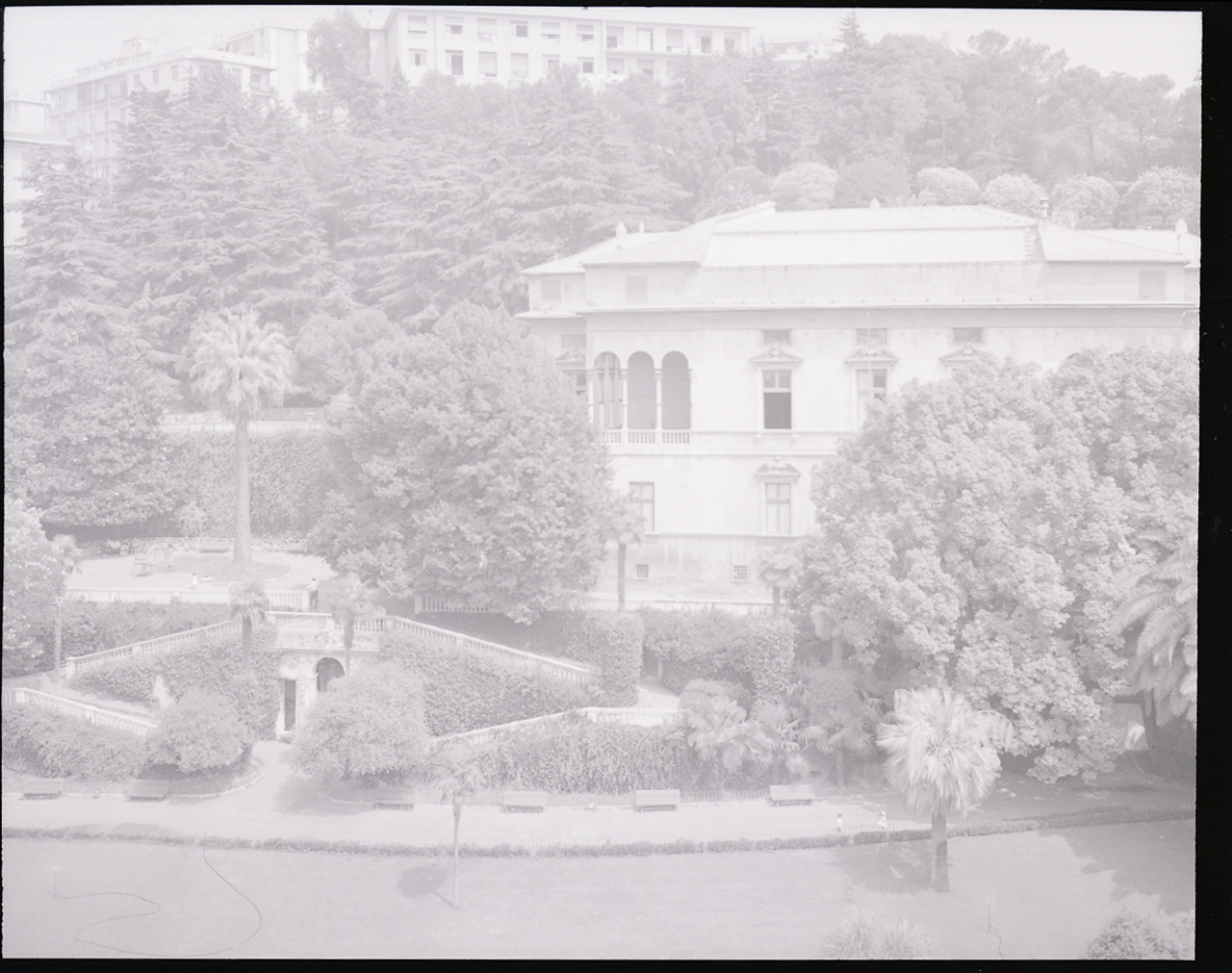
Il giardino
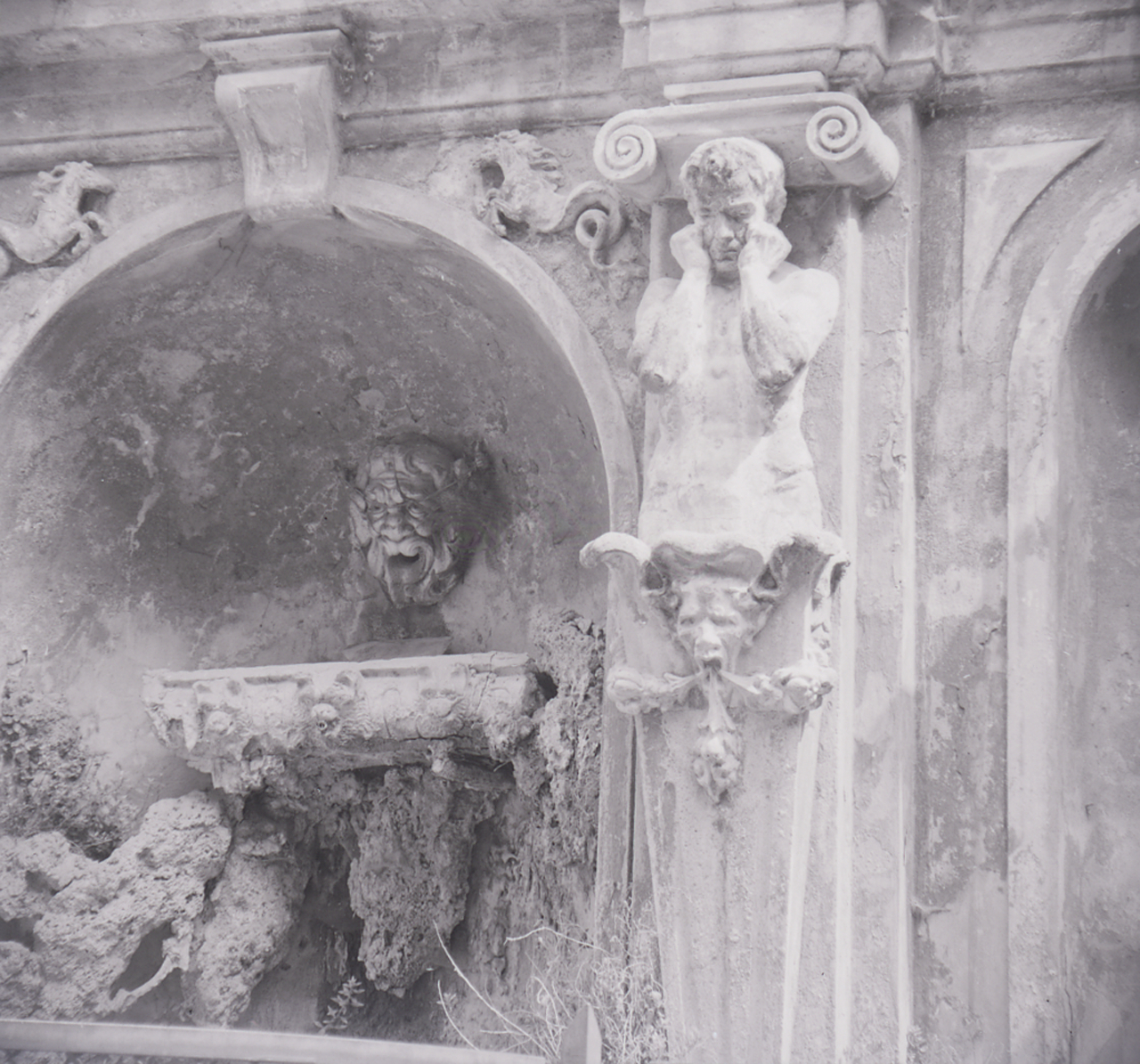
Dettaglio delle decorazioni scultoree
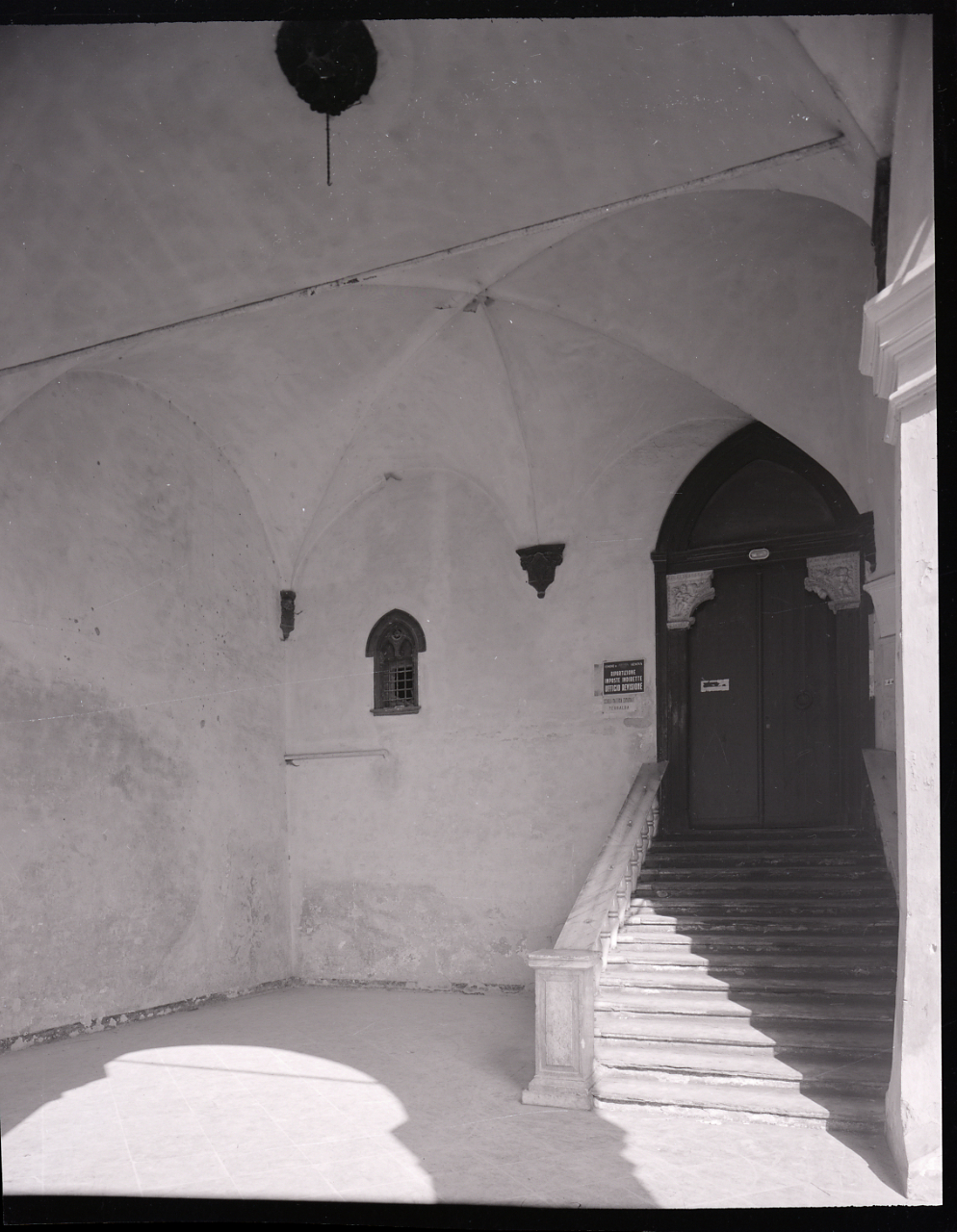
Dettaglio
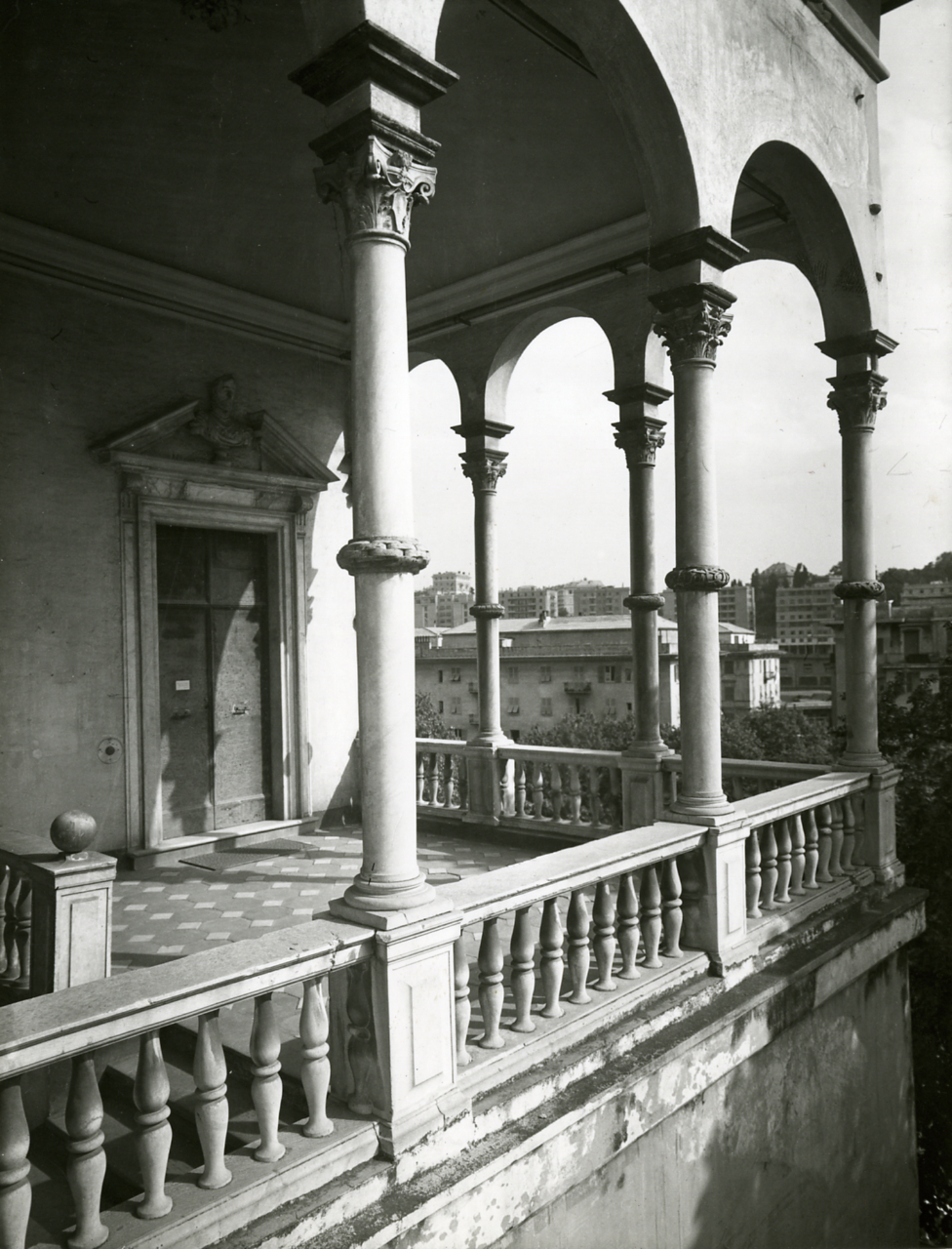
Loggia

## Il santuario e la leggenda dell'Albero d'oro

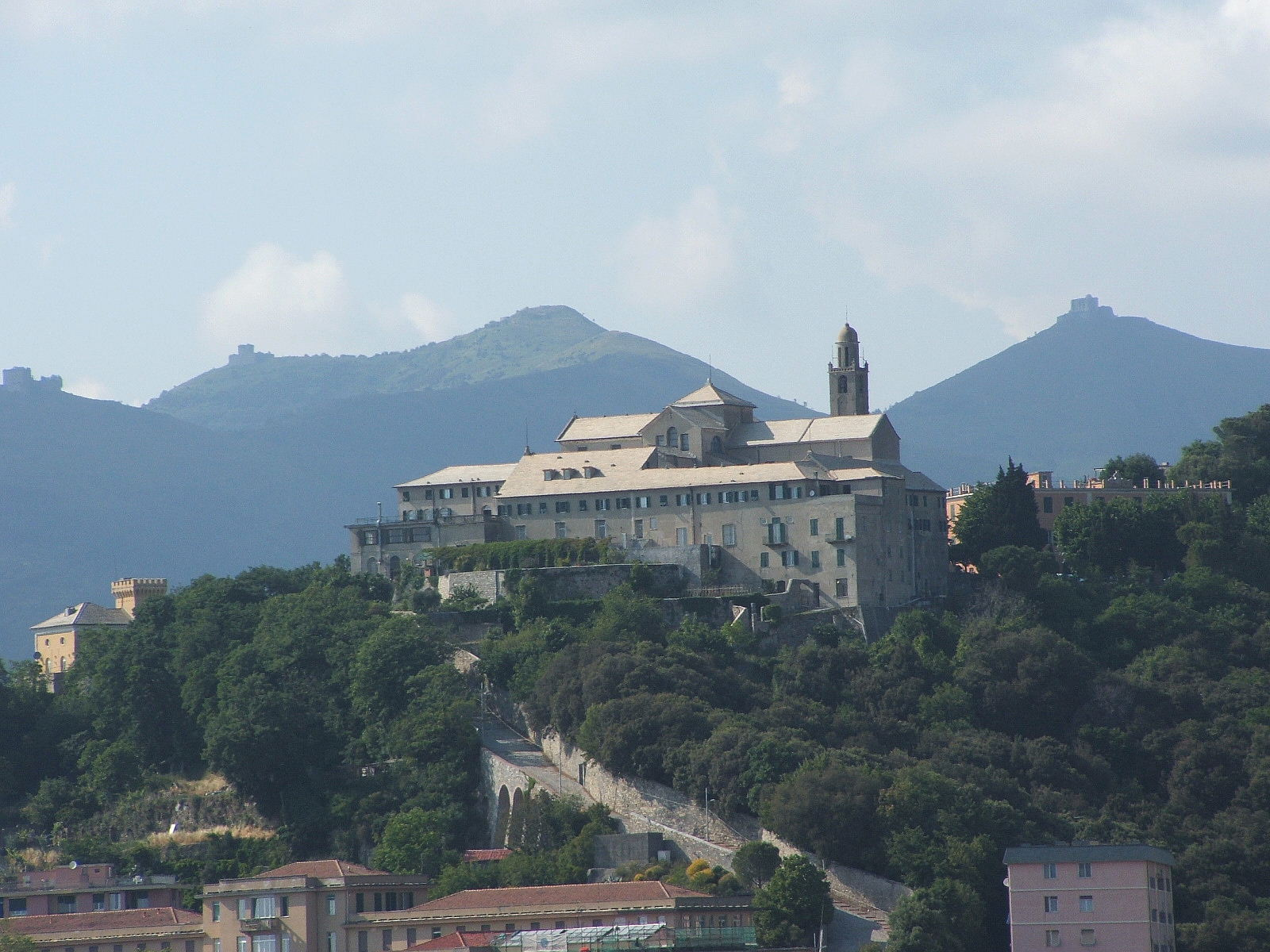
Il Santuario della Madonna del Monte, soprastante Villa Imperiale

Villa Imperiale è ancor oggi una delle naturali vie d'accesso al vicino Santuario della Madonna del Monte. In tempi ancora recenti molti pellegrini che salivano al santuario sceglievano questa strada per raggiungere il luogo di culto mariano. La sua entrata è posta in via dell'Albero d'Oro, a Terralba (un tempo probabilmente terra d'alba, terra di levante).
Narra una leggenda che in tempi remoti il proprietario del terreno in cui sorge la villa avesse perso ai dadi i vari appezzamenti di cui disponeva. Per poter effettuare un'ultima giocata - che si rivelerà poi risolutrice al fine della riconquista del terreno perduto - dovette impegnare l'ultimo albero che gli era rimasto, che da allora diventò nella fantasia popolare l'albero d'oro.
Da sottolineare che il suddetto albero era di Alloro da cui anche l'assonanza con "oro".
L'albero, che si trovava all'inizio di via dell'albero d'oro, strada che collega l'ingresso principale della villa con piazza Terralba, è stato abbattuto a metà degli anni '80, poiché vecchio e malato, e sostituito con un albero più giovane.